# Eugene Joseph McGuinness
Eugene Joseph McGuinness (* 6. September 1889 in Hellertown, Pennsylvania; † 27. Dezember 1957) war ein US-amerikanischer Geistlicher und römisch-katholischer Bischof von Oklahoma City und Tulsa.

## Leben
Eugene Joseph McGuinness empfing am 22. Mai 1915 durch Erzbischof Edmond Francis Prendergast das Sakrament der Priesterweihe für das Erzbistum Philadelphia. 
Papst Pius XI. ernannte ihn am 13. Oktober 1937 zum Bischof von Raleigh. Der Erzbischof von Philadelphia, Denis Joseph Kardinal Dougherty, spendete ihm am 21. Dezember desselben Jahres die Bischofsweihe; Mitkonsekratoren waren die Weihbischöfe William David O’Brien aus Chicago und Hugh Louis Lamb aus Philadelphia.
Am 11. November 1944 ernannte ihn Papst Pius XII. zum Koadjutorbischof von Oklahoma City und Tulsa sowie zum Titularbischof von Ilium. Die Amtseinführung fand am 10. Januar des folgenden Jahres statt. Mit dem Tod Francis Clement Kelleys am 1. Februar 1948 folgte er diesem als Bischof von Oklahoma City und Tulsa nach.